# Michael Schwan
Michael Schwan (* 5. November 1939 in Konstanz) ist ein ehemaliger deutscher Ruderer. Er gewann 1964 eine olympische Bronzemedaille im Zweier ohne Steuermann.
Schwan startete für den Karlsruher Rheinklub Alemannia. 1964 trat er zusammen mit Wolfgang Hottenrott im Zweier ohne an. Die beiden gewannen den Deutschen Meistertitel und wurden bei den Ruder-Europameisterschaften Zweite. Bei den Olympischen Spielen in Tokio erkämpften sie sich die Bronzemedaille hinter den Booten aus Kanada und den Niederlanden. 1965 wurden die beiden erneut Deutscher Meister. Zusammen mit Detlef Damboldt und Lutz Ulbricht wurden sie auch Meister im Vierer ohne Steuermann und belegten bei der Europameisterschaft den zweiten Platz. 1966 wechselten Ulbricht und Schwan in den deutschen Achter und wurden mit diesem Boot Weltmeister in Bled.
Für seine sportlichen Leistungen wurde er am 10. Mai 1967 mit dem Silbernen Lorbeerblatt belohnt.
Michael Schwan wurde später Vorsitzender des Rheinklubs Alemannia. Inzwischen hat er dieses Amt nach 30-jähriger Tätigkeit abgegeben.